# Antonino Rocca
Antonino Biasetton (Treviso, 13 april 1927 - New York, 15 maart 1977), beter bekend als Antonino Rocca, was een Italiaans professioneel worstelaar.

## In worstelen
- Afwerking bewegingen
  - Argentine backbreaker rack

- Kenmerkende bewegingen
  - Airplane spin
  - Backbreaker
  - Standing dropkick
  - Hip toss

## Erelijst
- American Wrestling Association (Montreal)
  - AWA World Heavyweight Championship (1 keer)

- American Wrestling Association (Ohio)
  - AWA World Heavyweight Championship (1 keer)

- Stampede Wrestling
  - Stampede Wrestling Hall of Fame

- NWA Capitol Wrestling
  - NWA World Tag Team Championship (1 keer met Miguel Perez)
  - NWA United States Tag Team Championship (1 keer met Miguel Perez)

- Southwest Sports, Inc.
  - NWA Texas Heavyweight Championship (2 keer)

- World Wrestling Council
  - WWC North American Tag Team Championship (1 keer met Miguel Perez)

- World Wide Wrestling Federation / World Wrestling Federation
  - WWF International Heavyweight Championship (1 keer)
  - WWF Hall of Fame (Class of 1995)

- Wrestling Observer Newsletter awards
  - Wrestling Observer Newsletter Hall of Fame (Class of 1996)